# Venancio Ramos
Venancio Ariel Ramos Villanueva (Bella Unión, 20 giugno 1959) è un ex calciatore uruguaiano, di ruolo centrocampista.

## Caratteristiche tecniche
Giocava come centrocampista o come attaccante.

## Carriera

### Club
Approdò alla prima squadra del Peñarol di Montevideo a diciotto anni, e visse un periodo particolarmente denso di successi: difatti, il club vinse quattro titoli in cinque anni, dal 1978 al 1982 (nel 1980 la vittoria andò ai rivali del Nacional). Oltre ai risultati positivi in ambito nazionale, arrivarono anche dei trofei internazionali: alla Coppa Libertadores 1982, ottenuta sconfiggendo i cileni del Cobreloa, seguì la conquista della Coppa Intercontinentale 1982, giunta con la vittoria per 2-0 sull'Aston Villa sotto la guida di Hugo Bagnulo. Al termine del campionato 1983 Ramos si trasferì in Francia, al Lens, che dunque gli diede la possibilità di misurarsi con il calcio europeo; le tre stagioni da lui disputate in Division 1 furono piuttosto positive in termini di rendimento, dato che a quasi ottanta presenze corrisposero diciotto reti. Nel 1987 Ramos si risolse a fare ritorno nel proprio continente d'origine, stavolta non in patria ma in Argentina, firmando per l'Independiente di Avellaneda. Vi rimase una sola stagione prima di giocare in Uruguay per la seconda volta in carriera; dopo peraltro un passaggio al Nacional, rivale storico del Peñarol con cui aveva vinto molto, si ritirò nel 1994.

### Nazionale
Debuttò in Nazionale il 24 maggio 1978 nell'incontro di Montevideo contro la Spagna. Nel 1979 venne chiamato per la Copa América, ma Máspoli non lo schierò mai in campo. Successivamente, Omar Borrás, nuovo CT della Nazionale, lo incluse nella lista dei convocati per la Copa América 1983, e Ramos stavolta arrivò a disputare tre incontri, sempre subentrando all'attaccante Acosta. Fece dunque parte dei convocati per il campionato del mondo 1986, e già alla prima partita contro la Germania Ovest esordì, subentrando ad Alzamendi nei minuti finali; ciò si ripeté nel successivo incontro, contro la Danimarca. La partita finale del girone vide contrapposti Uruguay e Scozia, e stavolta Ramos fu titolare, giocando nel duo d'attacco a fianco di Cabrera, e venne sostituito da Saralegui nel corso della seconda frazione. Contro l'Argentina, invece, fu spostato a centrocampo e giocò tutti i novanta minuti. La sua ultima presenza internazionale risale al 30 maggio 1991.

## Palmarès

### Club

#### Competizioni nazionali
- Campionato uruguaiano: 4

Peñarol: 1978, 1979, 1981, 1982

#### Competizioni internazionali
- Coppa Libertadores: 1

Peñarol: 1982
- Coppa Intercontinentale: 1

Peñarol: 1982

### Nazionale
- Coppa America: 1

Copa América 1983